# لکوست (تگزاس)
لکوست، تگزاس (به انگلیسی: LaCoste, Texas) یک شهر در ایالات متحده آمریکا با جمعیت ۱٬۲۵۵ نفر است که در تگزاس واقع شده‌است.

## موقعیت جغرافیایی
موقعیت جغرافیایی شهرها و مناطق اطراف به شرح زیر است: